# 楊文燦
楊文燦（1904年—1997年），果敢土司家族成員，其父兄為果敢土司。
楊文燦為楊春榮的二子，第二次世界大戰期間，被中國遠征軍任命為果敢自衛支隊司令官。其兄果敢土司楊文炳滯留印度的時候，英國政府委任楊文燦為攝政土司。二戰結束後楊文炳回到果敢，楊文燦主動將權力交還給楊文炳，仍獲楊文炳的信任。其子楊振紀為果敢革命軍領導者。